# Yoshiharu Horii
Yoshiharu Horii (født 16. marts 1953) er en tidligere japansk fodboldspiller og træner.
Han har spillet for flere forskellige klubber i sin karriere, herunder Yanmar Diesel.
Han har tidligere trænet Kawasaki Frontale.